# رمت هشارون
رمت هشارون (در عبری: רמת השרון) یکی از شهرهای کشور اسرائیل است. شهر رمت هشارون یکی از چند شهر بهم پیوسته‌ای است که تل‌آویو بزرگ را تشکیل می‌دهند.

### پایه گذاری شهری آرام
در سال ۱۹۲۲، اعضایی از یهودی ها از یافا به پیشوایی خاخام یاکوف بن شالوم خود را سازماندهی نمودند، با اهداف جستجوی زمین برای تشکیل دادن یک سکونت گاه نوین در یک مکان باز. ، خارج از ناحیه شهری فراوان و پر ازدحام یافا. خاخام بن شالوم که دو سال پیش از لهستان به سرزمین اسرائیل مهاجرت نمود و رستورانی را در برزن  نِو شالوم در یافا بازگشایی نمود، آرزویش این بود که باغ شهر را پایه گذاری نماید که قسمتی از شهرک پایه گذاری گردیده نباشد. این اعضا کمیته ای را به اسم «ایر شالوم» پایه گذاری کرد و شروع به جستجوی زمین نمود. آنان در روز های آغازین کارشان برای خرید زمین در ناحیه میکوا اسرائیل مذاکره نمودند، ولی چون نتیجه نداد، زمینی را در قسمت شمال شیخ مونس در حومه روستای اجلیل پیدا نمودند.
”بعد از اینکه هیئت در مکان های گوناگون از بسیاری بازدید نمود، بهترین آنان به نقل او قرعه میان شیخ مونس و جلیل الکابلیه می باشند، او جواب داد که این قرعه تراز می باشد، بدون کوه و دره می باشد و برای کاشت مطلوب می باشد، هوا مطلوب می باشد، نزدیک دریا است و در گوشه جاده ای می باشد که به سمت کفار صبا می رود."